# Krasneńke
Krasneńkie – wieś na Ukrainie, w obwodzie winnickim, w rejonie ilinieckim. Wymieniony w źródłach historycznych z 1629 roku.